# ارتباط یک‌به‌چند
آنتن یک به چند (انگلیسی :Point-to-multipoint communication) یک نوع از فرستنده‌های شبکه (آنتن شبکه) است. که وظیفه متصل کردن چندشعبه به یک مرکز را دارد.

## در ارتباطات
یک-به-چند در ارتباطات، یک روش نشرکردن یا پخش کردن از یک ارسال کننده به تعداد زیادی دریافت کننده است.
وابستگی یک-به-چند (همچنین به عنوان «خیلی-زیاد» هم شناخته می‌شود.) اغلب برای مدیریت پایگاه‌های داده استفاده می‌شود.

## نحوه استفاده
در این نوع فرستنده آنتن یک به چند را در مرکز قرار داده و در نقاط دیگر (شعبه ها) آنتن‌های نوع یک را قرار می‌دهند. که جهت آنتن‌های نوع یک به سمت آنتن مرکزی (آنتن یک به چند) تنظیم می‌شود.